# میرزا احمد آشتیانی
میرزا احمد آشتیانی (زادهٔ ۱۲۶۱ خورشیدی ـ ۱۳۰۰ قمری و درگذشتهٔ ۱۳۵۴ خورشیدی ـ ۱۳۹۵ قمری در تهران) فقیه و فیلسوف شیعی ایرانی است. وی در حدود ۴۰ سال، در شهر تهران، به تدریس علوم دینی پرداخت و در ۵ تیر ۱۳۵۴ در سن ۹۵ سالگی درگذشت.

## تولد
میرزا احمد آشتیانی، فقیه و فیلسوف شیعی امامی، چهارمین و کوچکترین فرزند میرزا حسن مجتهد آشتیانی، فقیه سرشناس روزگار ناصرالدین شاه و مظفرالدین شاه قاجار، در حدود سال ۱۲۶۱ ـ ۱۳۰۰ در تهران به دنیا آمد.

## تحصیل
وی پس از تحصیل علوم مقدماتی، چندی در درس فقه و اصول پدرش حاضر شد. پس از رحلت او، تحصیلاتش را نزد علمای دیگر مانند سید محمد یزدی، میرزا هاشم رشتی، حکیم کرمانشاهی و حکیم اشکوری، شیخ مسیح طالقانی، میرزا شهاب‌الدین نیریزی شیرازی، آخوند ملا محمد هیدجی زنجانی و سید عبدالکریم لاهیجی دنبال کرد و آنگاه در مدرسه سپهسالار به تدریس معقول و منقول مشغول شد. پس از مدتی حکمت مشاء، حکمت متعالیه، عرفان نظری، طب و ریاضیات و نجوم را آموخت و به مقاطع بالای علمی رسید. در ۱۳۴۰ در چهل سالگی رهسپار نجف شد و افزون بر کسب فیض از محضر استادانی چون میرزای نایینی و آقا ضیاءالدین عراقی، خود نیز مجلس درس فلسفه دایر ساخت. در ۱۳۵۰ پس از اقامت ده ساله در نجف، به ایران بازگشت و بقیه عمر را در حوزه علمیه تهران به تدریس فقه و اصول و علوم عقلی، تألیف کتاب و ارشاد مردم گذراند. وی علاوه بر احاطه بر علوم عقلی و نقلی، در پزشکی قدیم و دانش‌های ریاضی نیز دستی داشت و خط را به نیکویی می‌نوشت و با تخلص «واله» شعر می‌سرود. وی عارفی خوش‌خلق، متواضع، سلیم النَّفس، متعبّد و پارسا بود.
میرزا احمد از ۵ تن از مراجع زمان یعنی میرزاحسین نائینی، حایری یزدی، آقا ضیاءالدین عراقی، سید ابوالحسن اصفهانی و حاج آقا حسن بروجردی گواهی اجتهاد داشت.

## شاگردان
- سید جلال‌الدین آشتیانی[۳]
- میرزا محمدباقر آشتیانی[۴]
- محمد صادقی تهرانی[۵]
- حسن حسن‌زاده آملی[۶]
- سید عباس طباطبایی[۷]

## آثار
جمعاً ۶۲ کتاب و رساله و حاشیه از او باقی‌مانده که بیش از ۲۷ کتاب و رساله آن به چاپ نرسیده‌است. از تألیفات چاپ نشده وی ۳۲ حاشیه است که میرزا احمد آن‌ها را بر کتاب‌های معتبر فقه، اصول، حکمت، معانی و بیان، عرفان، صرف و نحو عربی، هیئت و منطق نوشته‌است.
از آثار چاپ شده میرزا، کتاب‌ها و رسالات زیر را می‌توان نام برد:
- رساله قول ثابت (به زبان فارسی)
- نامه رهبران (به زبان فارسی)
- مقالات احمدیه (به زبان فارسی)
- طرائف الحکم (به زبان عربی)
- لوامع الحقایق فی اصول العقاید (به زبان عربی)
- چهارده رساله (به زبان فارسی)
- صد و بیست حدیث و چهار رساله عرفانی و فلسفی (به زبان عربی)

## درگذشت
وی در ۳ تیرماه ۱۳۵۴–۱۴ جمادی‌الثانی ۱۳۹۵ در نود و پنج سالگی در تهران درگذشت و در باغ طوطی (صحن حرم شاه‌عبدالعظیم) در ری به خاک سپرده شد.